# 劳动人民社会主义组织
劳动人民社会主义组织（捷克语：Socialistická organizace pracujících）是捷克的一个已不存在的托洛茨基主义组织。该组织成立于1998年，分裂自社会主义团结。该组织是争取第五国际联盟的成员。该组织宣称追随马克思、恩格斯、列宁和托洛茨基的革命传统，致力于建设革命工人政党。2000年，该组织创建了青年翼“革命”；2006年，“革命”发生分裂。